# Iwdel
Iwdel (ros. Ивдель) – miasto w Rosji w bezpośrednim podporządkowaniu obwodu swierdłowskiego.

## Geografia
Miasto położone u podnóża Uralu Północnego, przy ujściu rzeki Iwdiel do Łoźwy, 535 km od Jekaterynburga. Prawa miejskie od 1943. Węzeł kolejowy. W 2007 roku liczyło 17,8 tys. mieszkańców.

### Klimat
| Miesiąc                              | Sty   | Lut   | Mar   | Kwi   | Maj   | Cze  | Lip  | Sie  | Wrz  | Paź   | Lis   | Gru   | Roczna |
| ------------------------------------ | ----- | ----- | ----- | ----- | ----- | ---- | ---- | ---- | ---- | ----- | ----- | ----- | ------ |
| Rekordy maksymalnej temperatury [°C] | 5.0   | 9.0   | 14.6  | 25.0  | 30.9  | 34.2 | 34.6 | 34.8 | 30.3 | 23.4  | 10.2  | 6.2   | 34,8   |
| Średnie temperatury w dzień [°C]     | -13.6 | -9.5  | -0.1  | 7.4   | 15.1  | 21.7 | 23.8 | 19.4 | 12.6 | 4.9   | -5.6  | -11.2 | 5,4    |
| Średnie dobowe temperatury [°C]      | -18.9 | -15.6 | -6.4  | 1.7   | 8.5   | 15.2 | 17.7 | 14.1 | 8.2  | 1.2   | -9.6  | -15.9 | 0,0    |
| Średnie temperatury w nocy [°C]      | -24.1 | -21.6 | -12.6 | -4.0  | 2.0   | 8.7  | 11.6 | 8.7  | 3.7  | -2.5  | -13.6 | -20.5 | −5,4   |
| Rekordy minimalnej temperatury [°C]  | -47.4 | -43.1 | -37.5 | -28.9 | -12.2 | -4.4 | 0.3  | -3.0 | -8.1 | -22.6 | -44.9 | -47.0 | −47,4  |
| Opady [mm]                           | 26.5  | 18.0  | 23.5  | 36.9  | 50.7  | 67.4 | 76.2 | 75.7 | 69.7 | 39.7  | 31.9  | 22.8  | 539,0  |
| Źródło: Погода и климат Ивдель       |       |       |       |       |       |      |      |      |      |       |       |       |        |

## Historia
- 1589 – zbudowano pierwszą za Uralem drewnianą fortecę (Łoźwiński Gród)
- 1831 – osada poszukiwaczy złota znana jako Nikito-Iwdiel, później Iwdiel
- 1925 – początki eksploatacji okolicznych lasów i rozwoju przemysłu drzewnego
- W Iwdielu istniał łagier; podczas II wojny światowej byli w nim przetrzymywani m.in. Paweł Hertz, Wiesław Wolwowicz.